# Libu

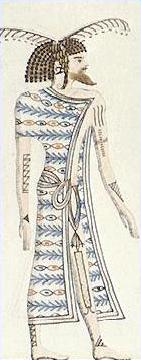
Un libi en la tomba de Seti I

Els libu, o també lebu (en jeroglífic egipci: , transliterat rbw) és el nom que rebien les tribus amazigues a l'oest del Nil a les fonts egípcies del temps de l'Imperi Nou, i principalment del període ramèssida. El seu nom fou recollit pels grecs, que, segles més tard, entraren en contacte amb les tribus indígenes a l'oest del Nil i els anomenaren líbyes (grec antic: Λίβυες, 'libis').
Apareixen per primera vegada durant la XIX dinastia, que els combaté en diversos encontres. En una ocasió apareixen aliats amb els meixweix i els qeheq (amb els quals sens dubte estaven emparentats), juntament amb diversos Pobles de la Mar, com a invasors de la vall del Nil. La confrontació entre els libu i els egipcis s'allargà durant la XX i la XXI dinasties, per bé que a partir de la XX dinastia apareixen també com a mercenaris. Generalment hom els ha considerat com a caçadors i nòmades, però també hi ha autors que els consideren sedentaris i caçadors.
Quan, cap al segle vii aC, els grecs començaren a sovintejar el nord d'Àfrica, prengueren dels egipcis el nom de libu i anomenaren les tribus indígenes grec antic: Λίβυες, Líbyes ('libis'). Pels grecs, els libis eren tots els pobles indígenes (amazics) a l'oest del Nil fins a l'Atlàntic, tant els de Líbia com els de l'entorn de Cartago i també els de la zona de l'Atles, a l'actual Marroc, i naturalment estaven dividits en nombroses tribus, que Heròdot descriu extensament. Del nom d'aquest poble prové el topònim de Líbia, originàriament 'la terra dels libis', que en un primer moment feia referència a la zona de la Cirenaica, posteriorment s'estengué fins a l'Atlàntic i finalment, entre els grecs, arribà a englobar tot el continent que els romans anomenaven Àfrica, fins que adoptaren el llatinisme Ἀφρική i el nom de Líbia romangué específic per la regió originària, a l'oest del Nil i a l'est de Cartago.

## Grans caps dels Libu
A l'oest del delta del Nil, durant la Dinastia XXII d'Egipte, va florir un regne de libus conegut com a «Regne dels Grans Caps dels Libu». Aquests governants aviat formaren una dinastia, i sovint tenien «caps dels Ma» com a subordinats. La dinastia culminà amb Tefnakht, que era gran cap dels libu i cap dels ma, a Sais, tot i que no era d'origen libi, que finalment reclamà per a ell mateix els títols faraònics tot fundant la XXIV Dinastia.
Aquesta és la successió dels grans caps dels libu coneguts. El seu govern es datava seguint els anys de regnat del faraó coetani de la Dinastia XX d'Egipte:
| Nom                               | Imatge | Testimoniat en l'any regnat              | Datació corresponent absoluta |
| --------------------------------- | ------ | ---------------------------------------- | ----------------------------- |
| Niumateped A                      |        | Any 10 de Sheshonq I o Sheshonq III      | 936 o 816 aC                  |
| Inamunnifnebu                     |        | Any 31 de Sheshonq III                   | 795 aC                        |
| un o dos (?) caps no testimoniats | -      | -                                        | -                             |
| Niumateped B                      |        | Any 8 de Sheshonq V                      | 760 aC                        |
| Titaru, fill de Didi              |        | Any 15 o 17 de Sheshonq V                | 753 o 751 aC                  |
| Ker                               |        | Any 19 de Sheshonq V                     | 749 aC                        |
| Rudamun                           |        | Any 30 de Sheshonq V                     | 738 aC                        |
| Ankhhor                           |        | Any 37 de Sheshonq V Any ? de Sheshonq V | 731 aC ? aC                   |